# Vương quốc Campuchia (1946–53)
Vương quốc Campuchia, dưới thời Norodom Sihanouk từ năm 1946 đến 1953, là giai đoạn mở đầu cho tiến trình độc lập của quốc gia này.

## Lịch sử
Ngày 7 tháng 1 năm 1946, đại diện chính phủ Pháp tại Đông Dương đã ký với quốc vương Norodom Sihanouk một văn kiện xác định vị thế mới của Vương quốc Campuchia trong khối Liên bang Đông Dương. Theo đó, nước Pháp trao nhiều quyền hạn hơn cho Campuchia và chế độ bảo hộ chính thức được bãi bỏ. Chính phủ Pháp cho phép Sihanouk tổ chức bầu cử Quốc hội vào tháng 10 năm 1946. Trong cuộc bầu cử này, Đảng Dân chủ được cả người Pháp và Hoàng gia hậu thuẫn giành được 50 trong số 69 ghế, trong khi Đảng Tự do của Hoàng thân Norindeth chỉ được 16 ghế. Sau cuộc bầu cử năm 1951, Đảng dân chủ vẫn giữ 53 ghế còn Đảng Tự do 18 ghế. Quốc hội này đã thông qua bản Hiến pháp thành lập chính thể quân chủ lập hiến.
Thời kỳ này, vua Sihanouk yêu cầu Pháp trao trả chủ quyền và triệt thoái khỏi Campuchia. Ngày 15 tháng 6 năm 1952, do tình hình chính trị bất ổn Sihanouk đã giải tán nội các Huy Kanthol và thay ông này làm Thủ tướng. Ngày 11 tháng 1 năm 1953, ông cũng giải tán luôn Quốc hội và cho bắt giữ 17 đảng viên Dân chủ, giam họ 8 tháng mà không hề xét xử. Cũng trong giai đoạn này Norodom Sihanouk thực hiện chiến dịch mà ông gọi là Cuộc thập tự chinh giành độc lập bằng các cuộc vận động ngoại giao ở Montreal, Washington và Tokyo. Trong thời gian này, ông cũng không chịu về Phnôm Pênh, mà ở Siem Reap và Battambang. Ông làm việc này với mục tiêu giành độc lập hoàn toàn cho Campuchia trong vòng ba năm.
Tháng 5 năm 1953, vua Sihanouk sang Thái Lan tị nạn chính trị và từ chối hồi hương cho đến khi có độc lập. Cuối cùng, chính phủ Pháp phải miễn cưỡng trao lại chủ quyền cho ông. Một thỏa thuận từng phần được đưa ra tháng 10 năm 1953. Ngày 9 tháng 11 năm 1953, Sihanouk hồi hương và tuyên bố rằng việc đòi độc lập đã hoàn toàn thắng lợi.

## Danh sách thống sứ Pháp tại Campuchia
1. Paul Huard, Ủy viên: Ngày 15 tháng 10 năm 1945 đến 10 tháng 4 năm 1946
2. Romain Victor Pénavaire: 10 tháng 4 năm 1946 đến 20 tháng 5 năm 1947
3. Léon Marie Adolphe Pascal Pignon: 20 Tháng Năm, 1947 đến ngày 20 Tháng 10 năm 1948
4. Lucien Vincent Loubet: Ngày 20 tháng 10 năm 1948 đến 26 Tháng Hai năm 1949
5. Léon Jean François Marie de Raymond: 26 Tháng Hai 1949 đến 29 tháng 10 năm 1951
6. Yves Jean Digo: 29 Tháng Mười 1951 đến ngày 16 Tháng Năm năm 1952
7. Jean Risterucci: 16 tháng năm 1952 đến 09 tháng 11 năm 1953.